# Confusión sexual
La confusión sexual es una forma de manejo de plagas que sirve para controlar las poblaciones de ciertos insectos  —mayoritariamente, lepidópteros— por medio de la introducción de estímulos artificiales que confunden a los individuos y les impide la localización de parejas o el cortejo, bloqueando así el ciclo reproductivo. Generalmente incluye el uso de feromonas sexuales sintéticas. También se están desarrollando otros métodos, como interferir con la comunicación vibratoria.

## Mecanismo
En muchas especies de lepidópteros perjudiciales para la agricultura, las hembras emiten una mezcla de feromonas sexuales que forma un rastro aéreo llamado pluma de feromonas.Los machos de tales especies usan esa información olfatoria para localizar a la hembra de su especie.
El método de confusión sexual explota esta conducta por medio de la introducción de difusores de feromonas sintéticas en el hábitat del insecto. La feromona sintética es una sustancia química volátil que mimetiza las hormonas sexuales específicas de la hembra de la especie plaga, que se distribuye por el campo mediante difusores de liberación prolongada que saturan el ambiente. Esto acarrea al macho mayor dificultad para encontrar pareja, y obstaculiza el apareamiento, lo que causa a corto plazo una menor fecundidad, y a medio plazo una reducción de la población y, por consiguiente, de los daños. La confusión sexual funciona mejor cuando se usa en áreas grandes, por lo menos varias hectáreas, y da mejores resultados con poblaciones moderadas a medianas de plagas. Cuando la población es alta, los machos pueden encontrar a las hembras con mayor probabilidad, y puede ser necesari el uso de métodos de apoyo en las fases iniciales.
La Agencia de Protección Ambiental (Estados Unidos) considera a este método como uno de los tratamientos ambientales más sanos.

## Ventajas
Una ventaja es que los insectos no desarrollan resistencia a estos tratamientos. Otra ventaja es que se puede reducir el uso de plaguicidas. Por lo tanto es menos riesgosa para el granjero y no deja residuos tóxicos en la fruta u otros productos vegetales. Aun cuando puede ser necesario el uso de plaguicidas tóxicos, la cantidad de tratamientos es mucho menor

## Desventajas
El método es caro, y la inversión inicial puede ser elevada.

## Especies contra las que se utiliza
Anarsia lineatella, el minador del almendro, una plaga de los frutales de hueso.
Chilo suppressalis, el barrenador del arroz.
Cryptoblabes gnidiella, la barreneta del naranjo.
Cydia pomonella, carpocapsa o polilla del manzano.
Grapholita molesta, el minador del melocotonero.
Lobesia botrana, la cuca o polilla del racimo, plaga de la vid.
Ostrinia nubilalis, el piral del maíz, un minador de los cereales y otras gramíneas.
Spodoptera spp., rosquilla o gardama, plaga generalista de las hortalizas.
Tuta absoluta, el taladro del tomate.
Zeuzera pyrina, el taladro de la madera, plaga que ataca a varias especies de árboles frutales y forestales